# 卡斯特利翁省
卡斯特利翁省（巴倫西亞語發音：[kasteˈʎo]，西班牙語：[kasteˈʎon]）是西班牙省份之一，在巴倫西亞自治區北部，西有特魯埃爾省，南為阿利坎特省，东臨地中海，北是塔拉戈納省。该省总面积6662平方公里。2002年人口有 501,237，2017年总人口575,470人，約三成居於首府卡斯特利翁-德拉普拉納。

## 人口
| 卡斯特利翁省历史人口变化情况图 |
|                                |
| 来源：INE                      |

## 图集

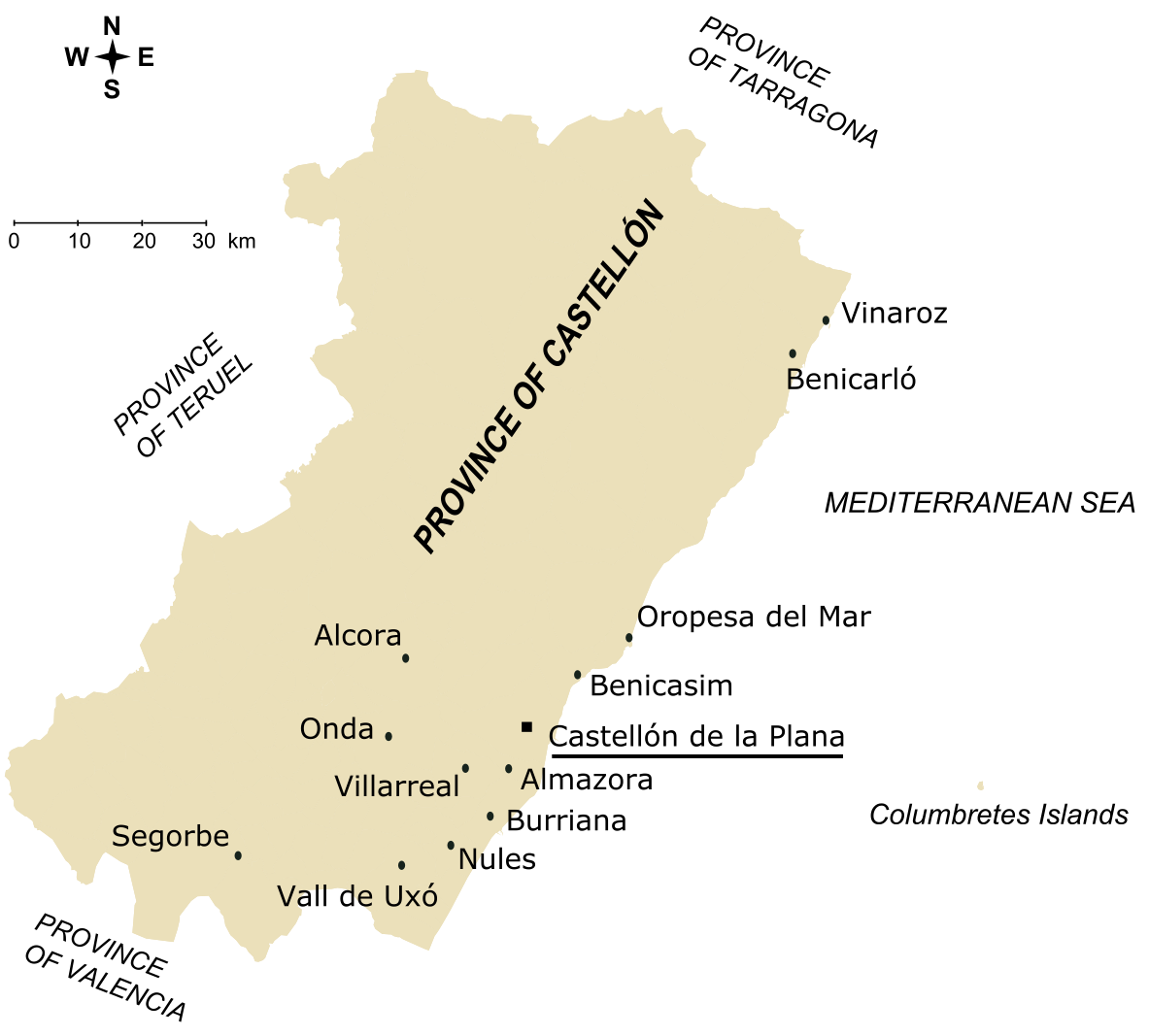
行政区划
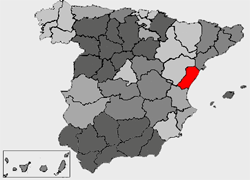
卡斯特利翁省位置
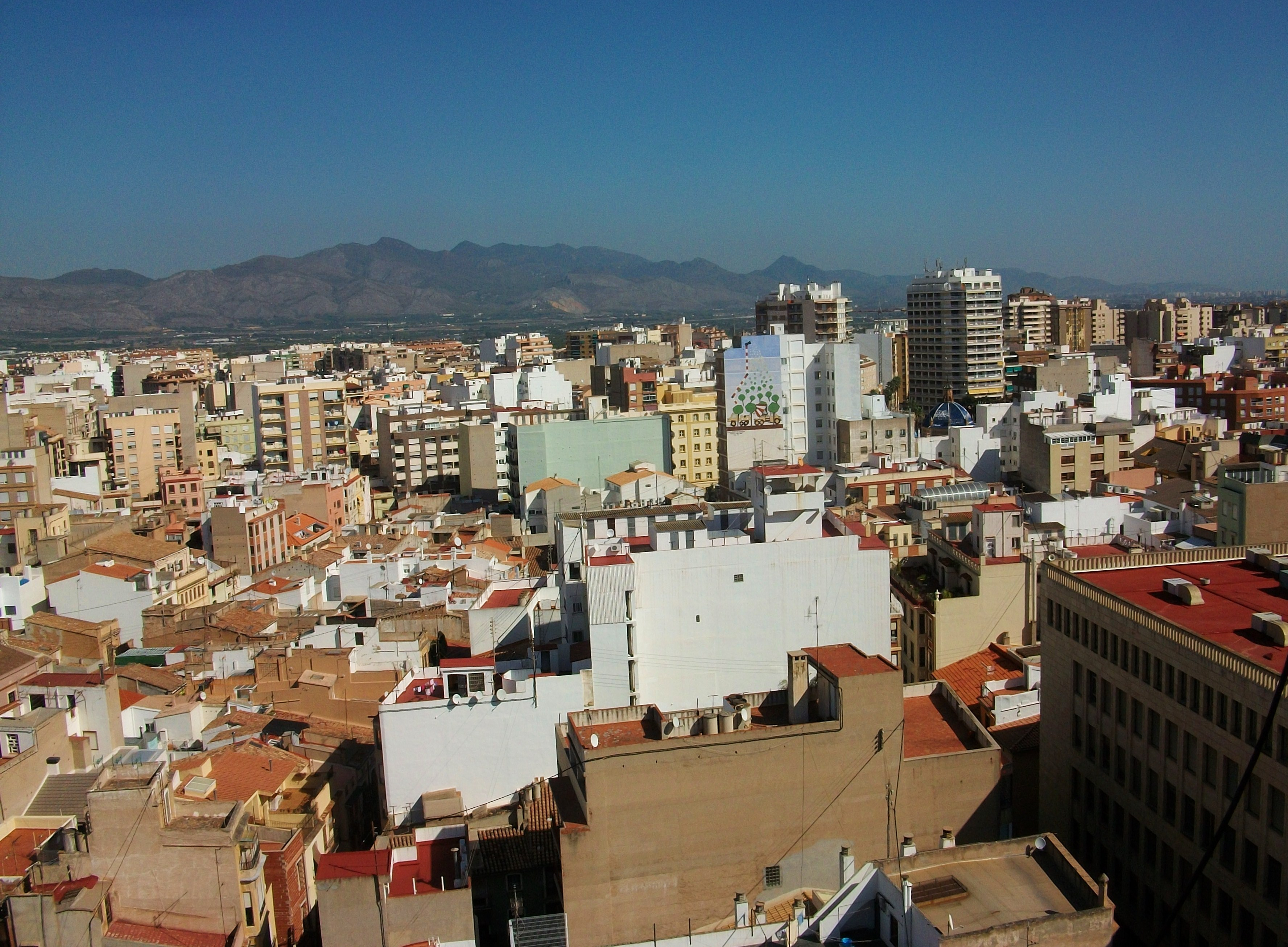
卡斯特利翁-德拉普拉納市中心
工业基地
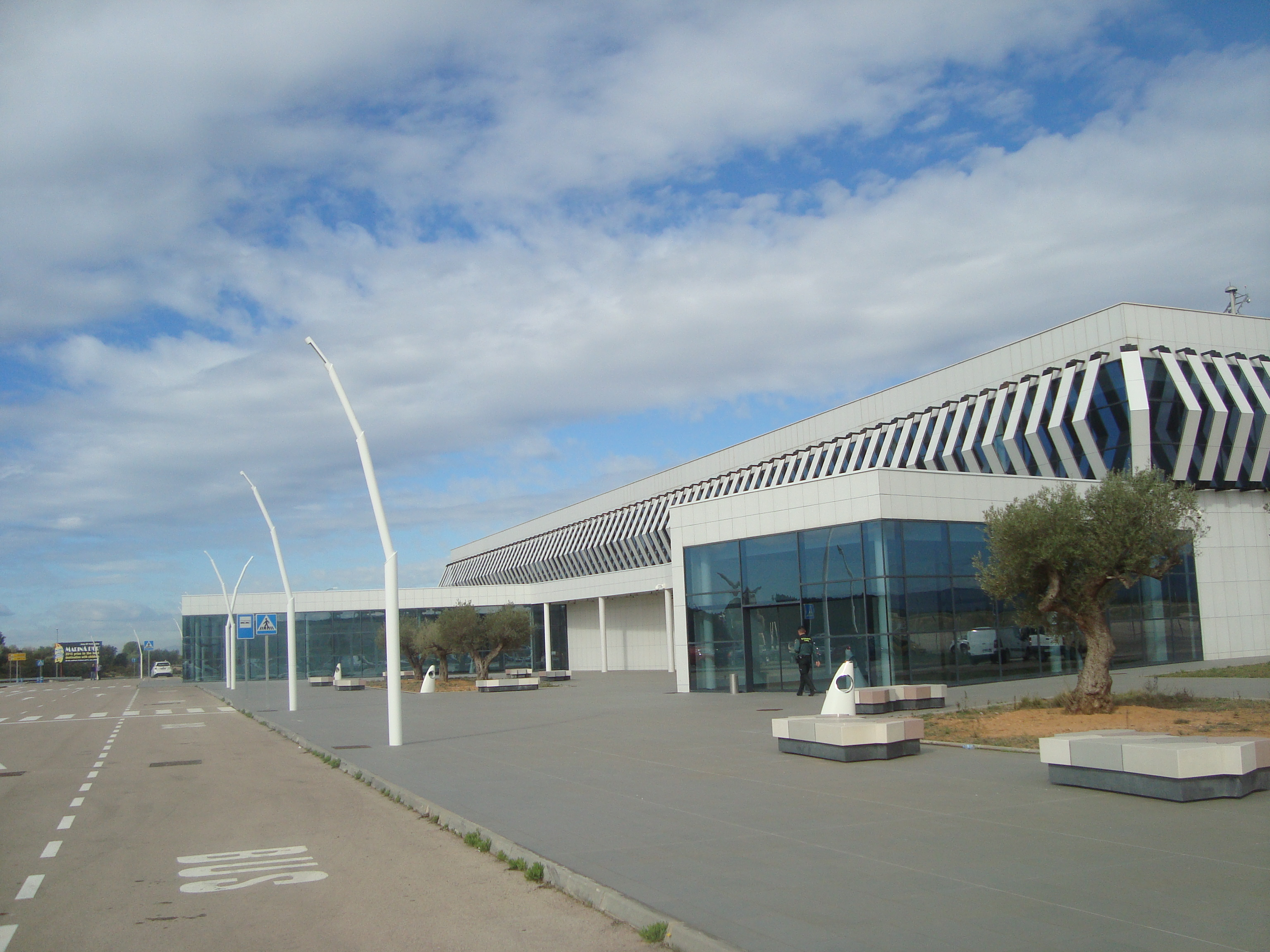
卡斯特利翁机场
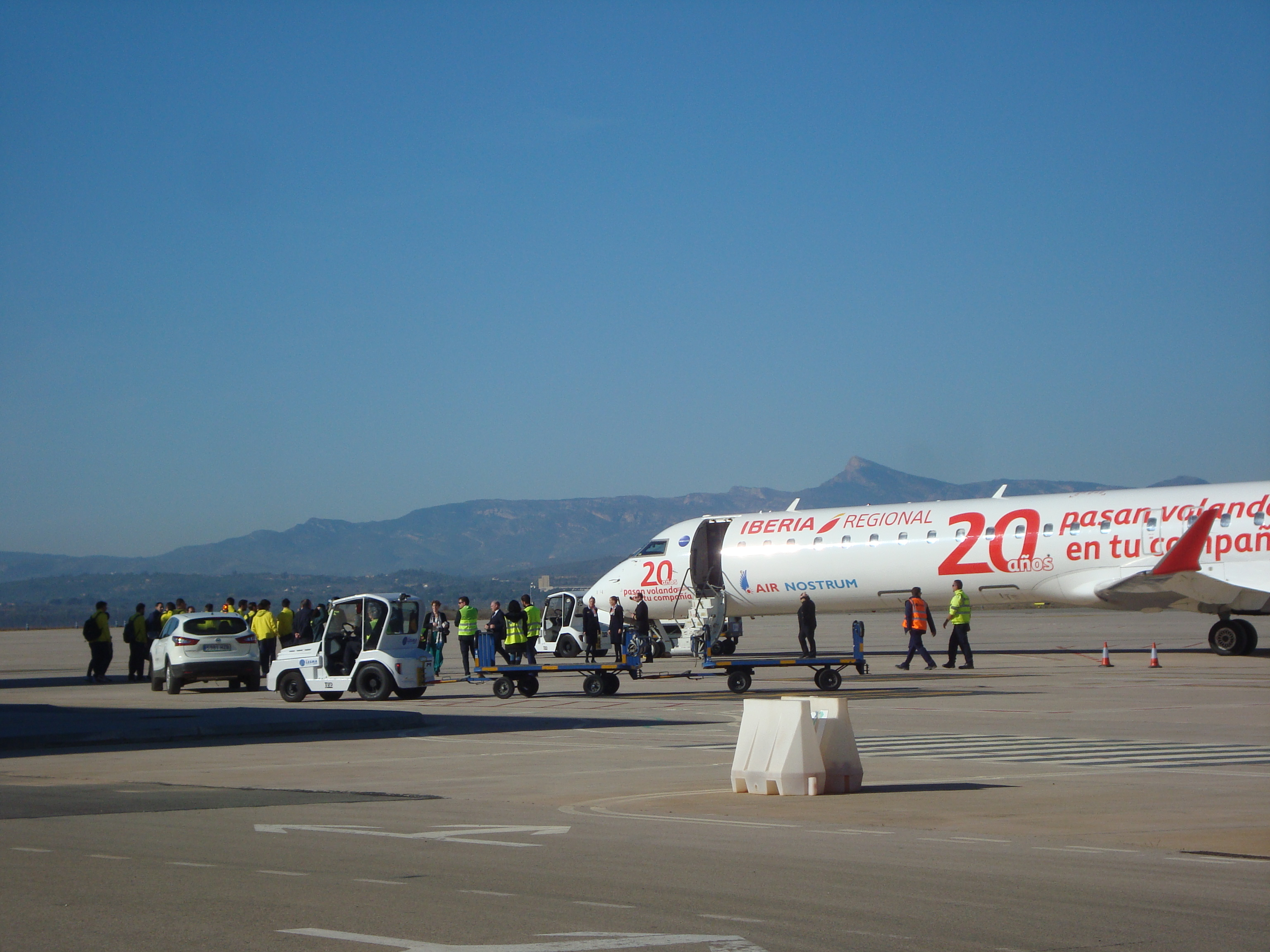
机场
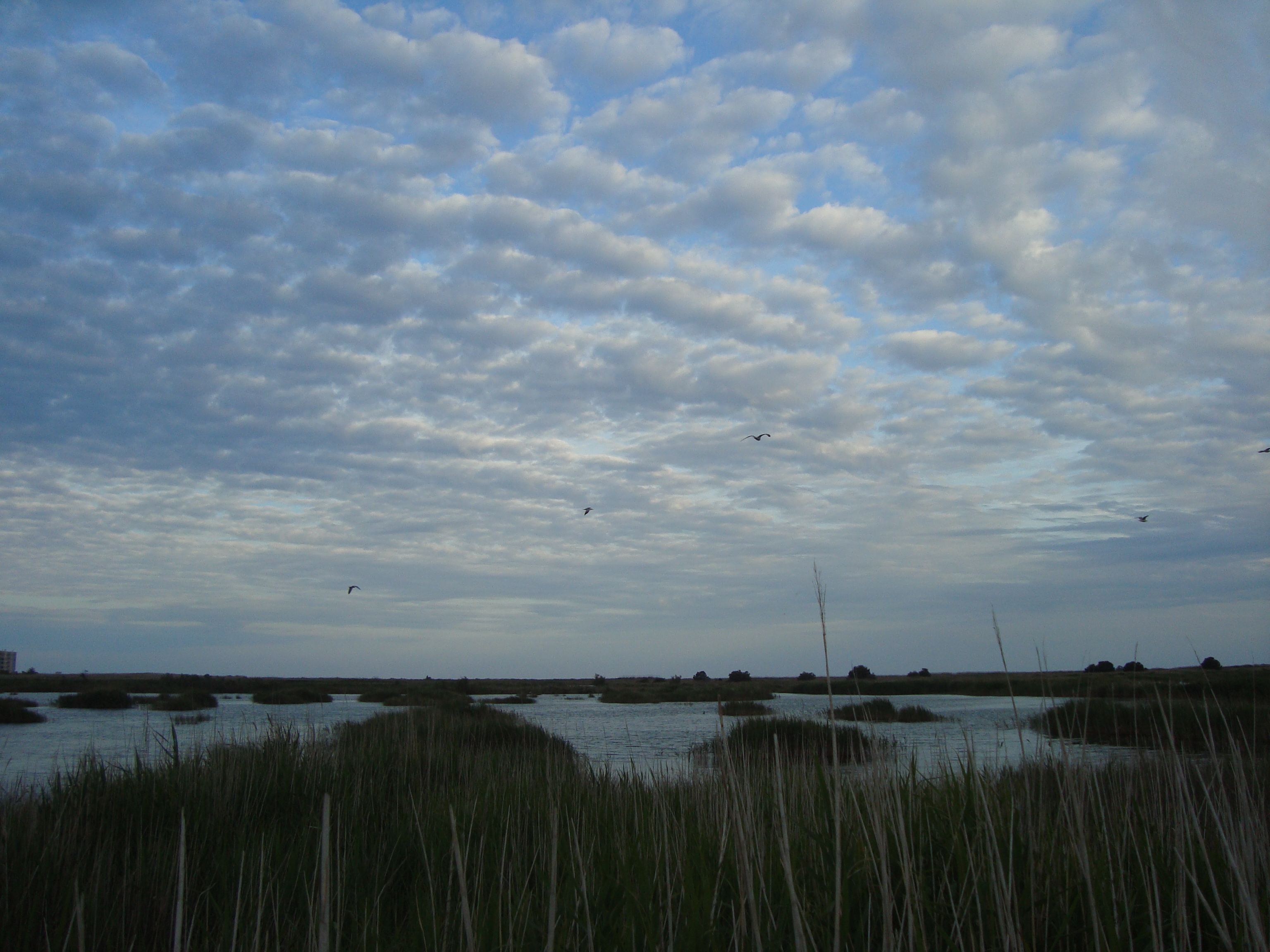
自然公园

## 外部連結
- Ayuntamiento de Castellón / Ajuntament de Castelló（页面存档备份，存于）